# Lac de Morgins
Le lac de Morgins est un lac de Suisse.

## Localisation
Le lac se trouve dans le canton du Valais, sur le territoire de la station de Morgins (commune de Troistorrents), dans le Chablais valaisan à 1 367 mètres d'altitude, juste au sud du pas de Morgins.
Le lac de Morgins, d'une surface de 16,5 ha, et ses environs immédiats sont un site protégé depuis 1978.